# 羊靈引
羊靈引，泰山鉅平人，北魏時代官員。羊靈引是泰山羊氏後裔，他是西晉太僕卿羊琇的六世孫，父親為北魏雁門太守羊規之，兄長為酷吏羊祉。

## 生平
羊靈引是酷吏羊祉之弟，喜好法律。其時中丞李彪請羊靈引為書侍御史，羊靈引不肯接受，曾為李彪所銜恨。後來羊靈引擔任三公郎官，遭兄長羊祉隨意斬殺部將之事所牽連，被指責知道羊祉的事情卻不盡力糾正，因而受李彪彈劾，最後免官。
不過羊靈引深受尚書令高肇所寵信，視為心腹。高肇與京兆王元愉互相嫌忌，元愉出鎮冀州時，高肇舉薦羊靈引為元愉的長史，作為自己的間諜。羊靈引恃著高肇的威勢，經常折辱元愉。後來元愉反叛，首先斬殺羊靈引。當時人都認為不是元愉有不臣之心，而是受高肇及羊靈引逼迫所致。事後朝廷追贈羊靈引為平東將軍、兗州刺史，諡號為威。